# غشكونية

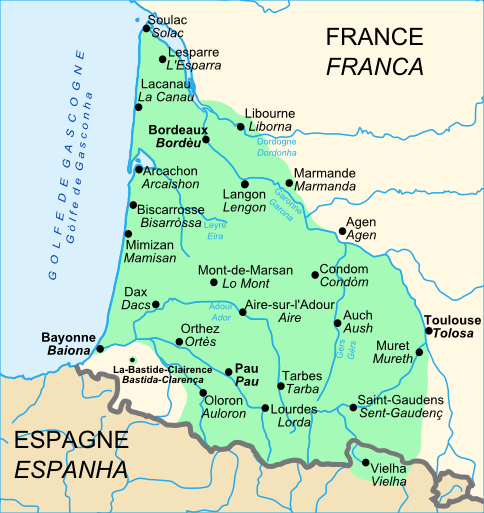

غَشْكُونِيَةُ أو غَسْقُونية أو غَسْكُونية[بحاجة لمصدر] (بالفرنسية : Gascogne) هي منطقة جنوب غرب  فرنسا تشكل مقاطعة فرنسا قبل الثورة الفرنسية.
جاسكوني (في جاسكون جاسكونها [غاسوكوي / جاسكوي]) هي منطقة ثقافية ومقاطعة سابقة تقع في الإقليم الحالي للمقاطعات الفرنسية لاندز وخيرز وهاوتس-بيرينيه وجزئيًا ، مقاطعات أخرى في مناطق نوفيل-آكيتاين وأوكسيتاني ، وكذلك كوماركا فال داران ، في شمال مجتمع كاتالونيا المتمتع بالحكم الذاتي (إسبانيا). أُطلق عليها على التوالي اسم Aquitaine و Novempopulanie و Vasconie ثم Gascogne ، ثم اختفت ككيان سياسي خاص بها في عام 1063 عندما انضمت إلى دوقية آكيتاين ؛ لكن اسم غاسكوني ظل مستخدمًا حتى الثورة الفرنسية. إنها قوية في التنوع الجغرافي لأراضيها الطبيعية ، الواقعة بين المحيط الأطلسي وغارون وبيرينيه. المطالبة بهوية ثقافية تستند إلى تاريخ تطورها من شعوب آكيتاين من لغة بروتو-باسكية إلى شعب من جاسكون يتشاركون لغة الأوكيتانو الرومانسية أو «أكويتانو الرومانسية» ، فإنها تشكل المنطقة اللغوية الحالية لجاسكون.
المنطقة ، التي يسكنها آكيتاين ، تم غزوها من قبل الإمبراطورية الرومانية ، ثم القوط الغربيين ، و Vascons من جبال البرانس (الذين أطلقوا عليها اسمهم) ، وأخيراً من قبل الفرنجة.
كانت جاسكوني إمارة في الجنوب الغربي من بلاد الغال في أواخر العصور الوسطى. يشير اسم جاسكوني إلى هذه الإمارة (من القرن السابع إلى القرن الثاني عشر) والتي شهدت الأوج الوحدوي للمنطقة 12. اختفت ككيان سياسي في عام 1063 ، عندما اضطر كونت جاسكوني برنارد الثاني تومابالر إلى التخلي عن جاسكوني إلى آكيتاين بعد هزيمته أمام دوق آكيتاين ويليام الثامن في معركة لا كاستيل. بعد معاهدة باريس عام 1259 ، أخذت دوقية آكيتاين اسم دوقية جوين ، وهو مصطلح يشير بعد ذلك إلى جميع الممتلكات القارية لملك إنجلترا.
مع هذه الهيمنة المختلفة ، ظهرت جاسكوني كدولة مستقلة لبعض الوقت ، وحتى يومنا هذا احتفظت جاسكوني بسمعة كونها مأهولة بشعب عنيد ومستقل. على الرغم من هذه التطورات ، فقد ظلت هوية جاسكون الثقافية واللغوية قائمة في جميع أنحاء Ancien Régime حتى اليوم.

## أعلام
- دارتانيان